# エーデルブルーメ
『エーデルブルーメ』（Edel Blume）は、2008年4月24日にアイディアファクトリー（オトメイト）から発売された恋愛アドベンチャーゲーム。

## ストーリー
とある村の教会に住む修道女のメアリは、16歳の誕生日を目前に『自分が何かとても恐ろしい事をしているような』悪夢に悩まされる。そんなある満月の夜、村の山頂に住む貴族・ジェラルドが突然現れ「メアリが16歳を迎えた暁に、彼女を花嫁として捧げよ」と告げる。そして、その頃と時同じくして村では謎の怪奇現象が起きていた。

## 登場キャラクター

### メインキャラクター
メアリ（デフォルト名/変更可）
本作の主人公。村の修道女。幼い頃の記憶がない。16歳の誕生日を前に悪夢に悩まされる。
ジェラルド・ヴィルベルヴィント
声 - 小西克幸
村の山頂に住まう貴族。その正体は吸血鬼。メアリを花嫁に所望する。
コンラッド・バートリ
声 - 水島大宙
冷静沈着な異端審問官。
ヴィクトル・フリードリヒ
声 - 安元洋貴
主人公の幼馴染。村では不良と敬遠されている。主人公に好意を抱いている。
オーギュスト・ミュラー
声 - 細谷佳正
主人公の幼馴染で村の教師。ヴィクトル同様に主人公に好意を抱いており何かと甘い。
リチャード・カンテミール
声 - 谷山紀章
村長の息子。主人公に想いを寄せる陽気な青年。
バラージュ・フォン・イシュトヴァーン
声 - 諏訪部順一
村へと訪れた貴族。その正体は吸血鬼だが、ジェラルドとは相反する存在。

### サブキャラクター
ダニエラ・ブランクーシ
声 - 広瀬有香
教会の修道女。主人公の先輩に当たる。
レルム
声 - 杉浦奈保子
ジェラルドの使い魔。主人とは対照的によく喋る。
イリヤ・カンテミール
声 - 川﨑芽衣子
村長の娘。リチャードの妹。主人公の大親友。
バージニア・モレノ
声 - 高橋里枝
教会の修道女。
ヤコブ・カンテミール
声 - 古開清人
村長。リチャード、イリヤの父親。
ギルベルト
声 - 浅利遼太
村の青年。
レオ
声 - 菅原雅芳
村の青年。

## 楽曲
主題歌『Due Destini』
作詞：Laura Baggin、作曲：松本慎一郎、歌：観月あんみ